# Alias – Die Agentin/Episodenliste
Diese Episodenliste enthält alle Episoden der US-amerikanischen Fernsehserie Alias – Die Agentin, sortiert nach dem Datum der US-amerikanischen Erstausstrahlung. Zwischen 2001 und 2006 entstanden in fünf Staffeln 105 Episoden mit einer Länge von jeweils etwa 44 Minuten.

## Übersicht
| Staffel | Episodenanzahl | Erstausstrahlung USA | Erstausstrahlung USA | Deutschsprachige Erstausstrahlung | Deutschsprachige Erstausstrahlung |
| Staffel | Episodenanzahl | Staffelpremiere      | Staffelfinale        | Staffelpremiere                   | Staffelfinale                     |
| ------- | -------------- | -------------------- | -------------------- | --------------------------------- | --------------------------------- |
| 1       | 22             | 30. September 2001   | 12. Mai 2002         | 18. Februar 2003                  | 15. Juli 2003                     |
| 2       | 22             | 29. September 2002   | 4. Mai 2003          | 14. April 2004                    | 18. August 2004                   |
| 3       | 22             | 28. September 2003   | 23. Mai 2004         | 11. Juni 2007                     | 11. September 2007                |
| 4       | 22             | 5. Januar 2005       | 25. Mai 2005         | 18. September 2007                | 18. März 2008                     |
| 5       | 17             | 29. September 2005   | 22. Mai 2006         | 1. April 2008                     | 29. Juli 2008                     |

## Staffel 1
Die Erstausstrahlung der ersten Staffel war vom 30. September 2001 bis zum 12. Mai 2002 auf dem US-amerikanischen Fernsehsender ABC zu sehen. Die deutschsprachige Erstausstrahlung sendete der Deutsche Fernsehsender ProSieben vom 18. Februar bis zum 15. Juli 2003.
| Nr. (ges.) | Nr. (St.) | Deutscher Titel            | Originaltitel       | Erstausstrahlung USA | Deutschsprachige Erstausstrahlung (D) | Regie            | Drehbuch                          |
| ---------- | --------- | -------------------------- | ------------------- | -------------------- | ------------------------------------- | ---------------- | --------------------------------- |
| 1          | 1         | Tödliche Wahrheit          | Truth Be Told       | 30. Sep. 2001        | 18. Feb. 2003                         | J. J. Abrams     | J. J. Abrams                      |
| 2          | 2         | Neuanfang                  | So It Begins        | 7. Okt. 2001         | 25. Feb. 2003                         | Ken Olin         | J. J. Abrams                      |
| 3          | 3         | Rivalinnen                 | Parity              | 14. Okt. 2001        | 4. März 2003                          | Mikael Salomon   | Alex Kurtzman & Roberto Orci      |
| 4          | 4         | Zerrissenes Herz           | A Broken Heart      | 21. Okt. 2001        | 11. März 2003                         | Harry Winer      | Vanessa Taylor                    |
| 5          | 5         | Doppelgänger               | Doppelgänger        | 28. Okt. 2001        | 18. März 2003                         | Ken Olin         | Daniel Arkin                      |
| 6          | 6         | Verdächtig                 | Reckoning           | 18. Nov. 2001        | 25. März 2003                         | Dan Attias       | Jesse Alexander                   |
| 7          | 7         | Farbenblind                | Color-blind         | 25. Nov. 2001        | 1. Apr. 2003                          | Jack Bender      | Roberto Orci & Alex Kurtzman      |
| 8          | 8         | Zeiträtsel                 | Time Will Tell      | 2. Dez. 2001         | 8. Apr. 2003                          | Perry Lang       | Jeff Pinkner                      |
| 9          | 9         | Mea Culpa                  | Mea Culpa           | 9. Dez. 2001         | 15. Apr. 2003                         | Ken Olin         | Debra J. Fisher & Erica Messer    |
| 10         | 10        | Letzte Rettung             | Spirit              | 16. Dez. 2001        | 22. Apr. 2003                         | Jack Bender      | J. J. Abrams & Vanessa Taylor     |
| 11         | 11        | Geständnis                 | The Confession      | 6. Jan. 2002         | 29. Apr. 2003                         | Harry Winer      | J. J. Abrams & Daniel Arkin       |
| 12         | 12        | Nadeln des Feuers – Teil 1 | The Box (1)         | 20. Jan. 2002        | 6. Mai 2003                           | Jack Bender      | Jesse Alexander & John Eisendrath |
| 13         | 13        | Nadeln des Feuers – Teil 2 | The Box (2)         | 10. Feb. 2002        | 13. Mai 2003                          | Jack Bender      | Jesse Alexander & John Eisendrath |
| 14         | 14        | Feindliche Übernahme       | The Coup            | 24. Feb. 2002        | 20. Mai 2003                          | Thomas J. Wright | Alex Kurtzman & Roberto Orci      |
| 15         | 15        | Seite 47                   | Page 47             | 3. März 2002         | 27. Mai 2003                          | Ken Olin         | J. J. Abrams & Jeff Pinkner       |
| 16         | 16        | Rambaldis Prophezeiung     | The Prophecy        | 10. März 2002        | 3. Juni 2003                          | Davis Guggenheim | John Eisendrath                   |
| 17         | 17        | Fragen und Antworten       | Q & A               | 17. März 2002        | 10. Juni 2003                         | Ken Olin         | J. J. Abrams                      |
| 18         | 18        | Maskerade                  | Masquerade          | 7. Apr. 2002         | 17. Juni 2003                         | Craig Zisk       | Alex Kurtzman & Roberto Orci      |
| 19         | 19        | Zerstörte Hoffnung         | Snowman             | 14. Apr. 2002        | 24. Juni 2003                         | Barnet Kellman   | Jesse Alexander & Jeff Pinkner    |
| 20         | 20        | Ratten                     | The Solution        | 21. Apr. 2002        | 1. Juli 2003                          | Dan Attias       | John Eisendrath                   |
| 21         | 21        | Rendezvous                 | Rendezvous          | 5. Mai 2002          | 8. Juli 2003                          | Ken Olin         | Debra J. Fisher & Erica Messer    |
| 22         | 22        | Kreisumfang                | Almost Thirty Years | 12. Mai 2002         | 15. Juli 2003                         | J. J. Abrams     | J. J. Abrams                      |

## Staffel 2
Die Erstausstrahlung der zweiten Staffel war vom 29. September 2002 bis zum 4. Mai 2003 auf dem US-amerikanischen Fernsehsender ABC zu sehen. Die deutschsprachige Erstausstrahlung sendete der Deutsche Fernsehsender ProSieben vom 14. April bis zum 18. August 2004.
| Nr. (ges.) | Nr. (St.) | Deutscher Titel       | Originaltitel      | Erstausstrahlung USA | Deutschsprachige Erstausstrahlung (D) | Regie             | Drehbuch                              |
| ---------- | --------- | --------------------- | ------------------ | -------------------- | ------------------------------------- | ----------------- | ------------------------------------- |
| 23         | 1         | Wahrheit braucht Zeit | The Enemy Walks In | 29. Sep. 2002        | 14. Apr. 2004                         | Ken Olin          | J. J. Abrams                          |
| 24         | 2         | Erpressung            | Trust Me           | 6. Okt. 2002         | 21. Apr. 2004                         | Craig Zisk        | John Eisendrath                       |
| 25         | 3         | Musik aus dem Eis     | Cipher             | 13. Okt. 2002        | 28. Apr. 2004                         | Dan Attias        | Alex Kurtzman & Roberto Orci          |
| 26         | 4         | Bewährungsproben      | Dead Drop          | 20. Okt. 2002        | 5. Mai 2004                           | Guy Bee           | Jesse Alexander                       |
| 27         | 5         | Projekt Weihnachten   | The Indicator      | 3. Nov. 2002         | 12. Mai 2004                          | Ken Olin          | Jeff Pinkner                          |
| 28         | 6         | Virus                 | Salvation          | 10. Nov. 2002        | 19. Mai 2004                          | Perry Lang        | Alex Kurtzman & Roberto Orci          |
| 29         | 7         | Kollaboration         | The Counteragent   | 17. Nov. 2002        | 26. Mai 2004                          | Dan Attias        | John Eisendrath                       |
| 30         | 8         | Hafturlaub, Teil 1    | Passage (1)        | 1. Dez. 2002         | 2. Juni 2004                          | Ken Olin          | Debra J. Fisher & Erica Messer        |
| 31         | 9         | Hafturlaub, Teil 2    | Passage (2)        | 8. Dez. 2002         | 16. Juni 2004                         | Ken Olin          | Crystal Nix Hines                     |
| 32         | 10        | Außendienst           | The Abduction      | 15. Dez. 2002        | 23. Juni 4                            | Nelson McCormick  | Alex Kurtzman & Roberto Orci          |
| 33         | 11        | Echelon               | A Higher Echelon   | 5. Jan. 2003         | 30. Juni 2004                         | Guy Bee           | John Eisendrath                       |
| 34         | 12        | Davongekommen         | The Getaway        | 12. Jan. 2003        | 7. Juli 2004                          | Lawrence Trilling | Jeff Pinkner                          |
| 35         | 13        | Phase Eins            | Phase One          | 26. Jan. 2003        | 7. Juli 2004                          | Jack Bender       | J. J. Abrams                          |
| 36         | 14        | Doppelter Agent       | Double Agent       | 2. Feb. 2003         | 14. Juli 2004                         | Ken Olin          | Alex Kurtzman & Roberto Orci          |
| 37         | 15        | Freier Agent          | A Free Agent       | 9. Feb. 2003         | 14. Juli 2004                         | Alex Kurtzman     | Alex Kurtzman & Roberto Orci          |
| 38         | 16        | Höllenfeuer           | Firebomb           | 23. Feb. 2003        | 21. Juli 2004                         | Craig Zisk        | John Eisendrath                       |
| 39         | 17        | Kehrtwendung          | A Dark Turn        | 2. März 2003         | 21. Juli 2004                         | Ken Olin          | Jesse Alexander                       |
| 40         | 18        | Bittere Erkenntnis    | Truth Takes Time   | 16. März 2003        | 28. Juli 2004                         | Nelson McCormick  | J.R. Orci                             |
| 41         | 19        | Endspiel              | Endgame            | 30. März 2003        | 28. Juli 2004                         | Perry Lang        | Sean Gerace                           |
| 42         | 20        | Countdown             | Countdown          | 27. Apr. 2003        | 4. Aug. 2004                          | Lawrence Trilling | R.P. Gaborno & Jeff Pinkner           |
| 43         | 21        | Zweites Double        | Second Double      | 4. Mai 2003          | 11. Aug. 2004                         | Ken Olin          | Crystal Nix Hines Idee: Breen Frazier |
| 44         | 22        | Il Dire               | The Telling        | 4. Mai 2003          | 18. Aug. 2004                         | J. J. Abrams      | J. J. Abrams                          |

## Staffel 3
Die Erstausstrahlung der dritten Staffel war vom 28. September 2003 bis zum 23. Mai 2004 auf dem US-amerikanischen Fernsehsender ABC zu sehen. Die deutschsprachige Erstausstrahlung sendete der Deutsche Fernsehsender ProSieben vom 11. Juni bis zum 11. September 2007.
| Nr. (ges.) | Nr. (St.) | Deutscher Titel       | Originaltitel   | Erstausstrahlung USA | Deutschsprachige Erstausstrahlung (D) | Regie             | Drehbuch                                       |
| ---------- | --------- | --------------------- | --------------- | -------------------- | ------------------------------------- | ----------------- | ---------------------------------------------- |
| 45         | 1         | Zwei Jahre            | The Two         | 28. Sep. 2003        | 11. Juni 2007                         | Ken Olin          | J. J. Abrams                                   |
| 46         | 2         | Erbfolge              | Succession      | 5. Okt. 2003         | 12. Juni 2007                         | Dan Attias        | Alex Kurtzman & Roberto Orci                   |
| 47         | 3         | Medusa                | Reunion         | 12. Okt. 2003        | 18. Juni 2007                         | Jack Bender       | Jeff Pinkner                                   |
| 48         | 4         | Unbekannter Liebhaber | A Missing Link  | 19. Okt. 2003        | 19. Juni 2007                         | Lawrence Trilling | Monica Breen & Alison Schapker                 |
| 49         | 5         | Messerstiche          | Repercussions   | 26. Okt. 2003        | 25. Juni 2007                         | Ken Olin          | Jesse Alexander                                |
| 50         | 6         | Feindinnen            | The Nemesis     | 2. Nov. 2003         | 26. Juni 2007                         | Lawrence Trilling | Crystal Nix Hines                              |
| 51         | 7         | Albträume             | Prelude         | 9. Nov. 2003         | 2. Juli 2007                          | Jack Bender       | J.R. Orci                                      |
| 52         | 8         | Bis an die Grenze     | Breaking Point  | 23. Nov. 2003        | 3. Juli 2007                          | Dan Attias        | Breen Frazier                                  |
| 53         | 9         | Bei Bewusstsein       | Conscious       | 30. Nov. 2003        | 9. Juli 2007                          | Ken Olin          | Josh Appelbaum & André Nemec                   |
| 54         | 10        | Überreste             | Remnants        | 7. Dez. 2003         | 10. Juli 2007                         | Jack Bender       | Jeff Pinkner                                   |
| 55         | 11        | Enthüllungen          | Full Disclosure | 11. Jan. 2004        | 16. Juli 2007                         | Lawrence Trilling | Jesse Alexander                                |
| 56         | 12        | Überläufer            | Crossings       | 18. Jan. 2004        | 17. Juli 2007                         | Ken Olin          | Josh Appelbaum & André Nemec                   |
| 57         | 13        | Neue Allianzen        | After Six       | 15. Feb. 2004        | 23. Juli 2007                         | Maryann Brandon   | Monica Breen & Alison Schapker                 |
| 58         | 14        | Rückschlag            | Blowback        | 7. März 2004         | 24. Juli 2007                         | Lawrence Trilling | Laurence Andries                               |
| 59         | 15        | Späte Rache           | Façade          | 14. März 2004        | 30. Juli 2007                         | Jack Bender       | R.P. Gaborno & Christopher Hollier             |
| 60         | 16        | Artefakt 45           | Taken           | 21. März 2004        | 31. Juli 2007                         | Lawrence Trilling | J.R. Orci                                      |
| 61         | 17        | Sündenbock            | The Frame       | 28. März 2004        | 7. Aug. 2007                          | Max Mayer         | Crystal Nix Hines                              |
| 62         | 18        | Enttarnt              | Unveiled        | 11. Apr. 2004        | 14. Aug. 2007                         | Jack Bender       | Monica Breen & Alison Schapker                 |
| 63         | 19        | Stundenglas           | Hourglass       | 18. Apr. 2004        | 21. Aug. 2007                         | Ken Olin          | Josh Appelbaum & André Nemec                   |
| 64         | 20        | Blutsbande            | Blood Ties      | 25. Apr. 2004        | 28. Aug. 2007                         | Jack Bender       | J.R. Orci Idee: Monica Breen & Alison Schapker |
| 65         | 21        | Vermächtnis           | Legacy          | 2. Mai 2004          | 4. Sep. 2007                          | Lawrence Trilling | Jesse Alexander                                |
| 66         | 22        | Auferstehung          | Resurrection    | 23. Mai 2004         | 11. Sep. 2007                         | Ken Olin          | Jeff Pinkner                                   |

## Staffel 4
Die Erstausstrahlung der vierten Staffel war vom 5. Januar bis zum 25. Mai 2005 auf dem US-amerikanischen Fernsehsender ABC zu sehen. Die deutschsprachige Erstausstrahlung sendete der Deutsche Fernsehsender ProSieben vom 18. September 2007 bis zum 18. März 2008.
| Nr. (ges.) | Nr. (St.) | Deutscher Titel               | Originaltitel                 | Erstausstrahlung USA | Deutschsprachige Erstausstrahlung (D) | Regie               | Drehbuch                       |
| ---------- | --------- | ----------------------------- | ----------------------------- | -------------------- | ------------------------------------- | ------------------- | ------------------------------ |
| 67         | 1         | Authorized Personnel Only (1) | Authorized Personnel Only (1) | 5. Jan. 2005         | 18. Sep. 2007                         | Ken Olin            | J. J. Abrams & Jeff Melvoin    |
| 68         | 2         | Authorized Personnel Only (2) | Authorized Personnel Only (2) | 5. Jan. 2005         | 25. Sep. 2007                         | Ken Olin            | J. J. Abrams & Jeff Melvoin    |
| 69         | 3         | Furchtbare Wahrheit           | The Awful Truth               | 12. Jan. 2005        | 2. Okt. 2007                          | Lawrence Trilling   | Jesse Alexander                |
| 70         | 4         | Ice                           | Ice                           | 19. Jan. 2005        | 16. Okt. 2007                         | Jeffrey Bell        | Jeffrey Bell                   |
| 71         | 5         | Willkommen in Liberty Village | Welcome To Liberty Village    | 26. Jan. 2005        | 20. Nov. 2007                         | Kevin Hooks         | Drew Goddard                   |
| 72         | 6         | Nocturne                      | Nocturne                      | 9. Feb. 2005         | 23. Okt. 2007                         | Lawrence Trilling   | Jeff Pinkner                   |
| 73         | 7         | Explosiv                      | Détente                       | 16. Feb. 2005        | 9. Okt. 2007                          | Craig Zisk          | Monica Breen & Alison Schapker |
| 74         | 8         | Echos                         | Echoes                        | 23. Feb. 2005        | 6. Nov. 2007                          | Dan Attias          | André Nemec & Josh Appelbaum   |
| 75         | 9         | Ein Mann, ein Wort            | A Man Of His Word             | 2. März 2005         | 13. Nov. 2007                         | Marita Grabiak      | Breen Frazier                  |
| 76         | 10        | Index                         | The Index                     | 9. März 2005         | 27. Nov. 2007                         | Lawrence Trilling   | J.R. Orci & Alison Schapker    |
| 77         | 11        | Kein Entrinnen                | The Road Home                 | 16. März 2005        | 4. Dez. 2007                          | Maryann Brandon     | André Nemec & Josh Appelbaum   |
| 78         | 12        | Dunkle Vergangenheit          | The Orphan                    | 23. März 2005        | 11. Dez. 2007                         | Ken Olin            | Jeffrey Bell & Monica Breen    |
| 79         | 13        | Dienstag                      | Tuesday                       | 30. März 2005        | 18. Dez. 2007                         | Frederick E.O. Toye | Drew Goddard & Breen Frazier   |
| 80         | 14        | Nachtigall                    | Nightingale                   | 6. Apr. 2005         | 8. Jan. 2008                          | Lawrence Trilling   | Breen Frazier                  |
| 81         | 15        | Pandora                       | Pandora                       | 13. Apr. 2005        | 22. Jan. 2008                         | Kevin Hooks         | J.R. Orci & Jeff Pinkner       |
| 82         | 16        | Zweites Ich                   | Another Mister Sloane         | 20. Apr. 2005        | 29. Jan. 2008                         | Greg Yaitanes       | Luke McMullen                  |
| 83         | 17        | Reines Gewissen               | A Clean Conscience            | 27. Apr. 2005        | 5. Feb. 2008                          | Lawrence Trilling   | J.R. Orci                      |
| 84         | 18        | Trugbild                      | Mirage                        | 4. Mai 2005          | 12. Feb. 2008                         | Brad Turner         | Steven Kane                    |
| 85         | 19        | Wer bin ich?                  | In Dreams …                   | 11. Mai 2005         | 19. Feb. 2008                         | Jennifer Garner     | Jon Robin Baitz                |
| 86         | 20        | Abstieg                       | The Descent                   | 18. Mai 2005         | 4. März 2008                          | Jeffrey Bell        | Jeffrey Bell                   |
| 87         | 21        | Befreiung                     | Search And Rescue             | 18. Mai 2005         | 11. März 2008                         | Lawrence Trilling   | Monica Breen & Alison Schapker |
| 88         | 22        | Vor der Flut                  | Before The Flood              | 25. Mai 2005         | 18. März 2008                         | Lawrence Trilling   | Josh Appelbaum & André Nemec   |

## Staffel 5
Die Erstausstrahlung der fünften Staffel war vom 29. September 2005 bis zum 22. Mai 2006 auf dem US-amerikanischen Fernsehsender ABC zu sehen. Die deutschsprachige Erstausstrahlung sendete der Deutsche Fernsehsender ProSieben vom 1. April bis zum 29. Juli 2008.
| Nr. (ges.) | Nr. (St.) | Deutscher Titel        | Originaltitel                   | Erstausstrahlung USA | Deutschsprachige Erstausstrahlung (D) | Regie                   | Drehbuch                       |
| ---------- | --------- | ---------------------- | ------------------------------- | -------------------- | ------------------------------------- | ----------------------- | ------------------------------ |
| 89         | 1         | Prophet Five           | Prophet Five                    | 29. Sep. 2005        | 1. Apr. 2008                          | Ken Olin                | Alison Schapker & Monica Breen |
| 90         | 2         | …1 …                   | …1 …                            | 6. Okt. 2005         | 8. Apr. 2008                          | Fredrick E. O. Toye     | J.R. Orci                      |
| 91         | 3         | Substanz 33            | The Shed                        | 13. Okt. 2005        | 15. Apr. 2008                         | Tucker Gates            | Breen Frazier                  |
| 92         | 4         | Mockingbird            | Mockingbird                     | 20. Okt. 2005        | 22. Apr. 2008                         | Fredrick E. O. Toye     | Drew Goddard                   |
| 93         | 5         | Wiederbelebung         | Out Of The Box                  | 27. Okt. 2005        | 29. Apr. 2008                         | Jay Torres              | Jesse Alexander                |
| 94         | 6         | Solo                   | Solo                            | 10. Nov. 2005        | 6. Mai 2008                           | Jeffrey Bell            | Jeffrey Bell                   |
| 95         | 7         | Vollendete Tatsachen   | Fait Accompli                   | 17. Nov. 2005        | 20. Mai 2008                          | Richard Coad            | Andi Bushell                   |
| 96         | 8         | Bob                    | Bob                             | 7. Dez. 2005         | 27. Mai 2008                          | Donald Thorin, Jr.      | Monica Breen & Alison Schapker |
| 97         | 9         | Unter Hypnose          | The Horizon                     | 14. Dez. 2005        | 3. Juni 2008                          | Tucker Gates            | Josh Appelbaum & André Nemec   |
| 98         | 10        | SOS                    | S.O.S.                          | 19. Apr. 2006        | 10. Juni 2008                         | Karen Gaviola           | J.R. Orci                      |
| 99         | 11        | Mutterinstinkt         | Maternal Instinct               | 19. Apr. 2006        | 17. Juni 2008                         | Tucker Gates            | Breen Frazier                  |
| 100        | 12        | Bombe im Kopf          | There’s Only One Sydney Bristow | 26. Apr. 2006        | 24. Juni 2008                         | Robert M. Williams, Jr. | Drew Goddard                   |
| 101        | 13        | 30 Sekunden            | 30 Seconds                      | 3. Mai 2006          | 1. Juli 2008                          | Fredrick E. O. Toye     | Alison Schapker & Monica Breen |
| 102        | 14        | Ich sehe tote Menschen | I See Dead People               | 10. Mai 2006         | 8. Juli 2008                          | Jamie Babbit            | Andi Bushell & J.R. Orci       |
| 103        | 15        | Nichts für ungut       | No Hard Feelings                | 17. Mai 2006         | 15. Juli 2008                         | Tucker Gates            | Sam Humphrey                   |
| 104        | 16        | Vergeltung             | Reprisal                        | 22. Mai 2006         | 22. Juli 2008                         | Fredrick E. O. Toye     | Monica Breen & Alison Schapker |
| 105        | 17        | Alle Zeit der Welt     | All The Time In The World       | 22. Mai 2006         | 29. Juli 2008                         | Tucker Gates            | Drew Goddard & Jeff Pinkner    |